# Cuba op de Olympische Zomerspelen 1952
Cuba nam deel aan de Olympische Zomerspelen 1952 in Helsinki, Finland. In tegenstelling tot de vorige editie won het geen medaille.

## Deelnemers en resultaten

### Atletiek
| Olympiër                                                 | Discipline      | Resultaat | Prestatie                                                                       |
| -------------------------------------------------------- | --------------- | --------- | ------------------------------------------------------------------------------- |
| Rafael Fortún                                            | 100m (m)        | 7e        | serie 8: 1ste in 10,93 kwartfinale 3: 2de in 10,90 halve finale 2: 4de in 10,92 |
| Raúl Mazorra                                             | 100m (m)        | 34e       | serie 2: 4de in 11,19                                                           |
| Rafael Fortún                                            | 200m (m)        | 8e        | serie 4: 1ste in 21,98 kwartfinale 2: 2de in 20,98 halve finale 2: 4de in 21,93 |
| Angel García                                             | 200m (m)        | 19e       | serie 8: 2de in 22,14 kwartfinale 4: 4de in 22,11                               |
| Raúl Mazorra                                             | 200m (m)        | 35e       | serie 16: 1ste in 22,52 kwartfinale 1: 6de in 31,00                             |
| Angel García                                             | 400m (m)        | 34e       | serie 9: 4de in 49,34                                                           |
| Evelio Planas                                            | 400m (m)        | 36e       | serie 1: 5de in 49,44                                                           |
| Evelio Planas                                            | 800m (m)        | 42e       | serie 2: 6de in 1.57,6                                                          |
| Samuel Anderson                                          | 110m horden (m) | 16e       | serie 3: 3de in 15,1                                                            |
| Samuel Anderson Rafael Fortún Angel García Evelio Planas | 4x100m (m)      | 8e        | serie 2: 3de in 41,9 halve finale 2: 4de in 41,5                                |

### Basketbal
| Olympiër | Discipline | Resultaat | Prestatie |
| --- | ---------- | --------- | --- |
| Alberto Escoto Alfredo Faget Armando Estrada Carlos Bea Casimiro García Fabio Ruíz Fico López Felipe de la Pozas Juan García Mario Quintero Ramón Wiltz Raúl Carlos García | mannen     | 13e       | voorronde groep A: 2de W van België: 59-51 V van Bulgarije: 56-62 W van België: 71-63 groep D: 4de V van Chili: 52-53 V van Frankrijk: 42-58 V van Egypte: 55-66 |

| Groep A |             |             |             |             |            |            |            |        |
| #       | Land        | Wedstrijden | Wedstrijden | Wedstrijden | Doelpunten | Doelpunten | Doelpunten | Punten |
| #       | Land        | G           | W           | V           | V          | T          | Saldo      | Punten |
| 1       | Bulgarije   | 2           | 2           | 0           | 131        | 114        | +17        | 4      |
| 2       | Cuba        | 3           | 2           | 1           | 186        | 176        | +10        | 4      |
| 3       | België      | 3           | 1           | 2           | 173        | 179        | -6         | 2      |
| 4       | Zwitserland | 2           | 0           | 2           | 107        | 128        | -21        | 0      |

| Ronde      | Plaats | Land  | Score     | Land |
| ---------- | ------ | ----- | --------- | ---- |
| Groepsfase |        |       |           |      |
| Helsinki   | België | 51-59 | Cuba      |      |
| Helsinki   | Cuba   | 56-62 | Bulgarije |      |
| Helsinki   | België | 63-71 | Cuba      |      |

| Groep D |           |             |             |             |            |            |            |        |
| №       | Land      | Wedstrijden | Wedstrijden | Wedstrijden | Doelpunten | Doelpunten | Doelpunten | Punten |
| №       | Land      | G           | W           | V           | V          | T          | Saldo      | Punten |
| 1       | Frankrijk | 3           | 3           | 0           | 202        | 149        | +53        | 6      |
| 2       | Chili     | 3           | 2           | 1           | 170        | 150        | +20        | 5      |
| 3       | Egypte    | 3           | 1           | 2           | 176        | 221        | -45        | 4      |
| 4       | Cuba      | 3           | 0           | 3           | 149        | 177        | -28        | 3      |

| Ronde      | Plaats    | Land  | Score | Land |
| ---------- | --------- | ----- | ----- | ---- |
| Groepsfase |           |       |       |      |
| Helsinki   | Chili     | 53-52 | Cuba  |      |
| Helsinki   | Frankrijk | 58-42 | Cuba  |      |
| Helsinki   | Egypte    | 66-55 | Cuba  |      |

### Gewichtheffen
| Olympiër        | Discipline  | Resultaat | Prestatie                                             |
| --------------- | ----------- | --------- | ----------------------------------------------------- |
| Orlando Garrido | -82,5kg (m) | DNF       | drukken: 4de met 122,5kg trekken: geen geldige poging |

### Schermen
| Olympiër          | Discipline | Resultaat | Prestatie                                 |
| ----------------- | ---------- | --------- | ----------------------------------------- |
| Abelardo Menéndez | degen (m)  | 64e       | 1ste ronde groep 5: 7de met 1 overwinning |
| Abelardo Menéndez | floret (m) | 60e       | 1ste ronde groep 7: 7de met 1 overwinning |

### Schietsport
| Olympiër        | Discipline              | Resultaat | Prestatie                       |
| --------------- | ----------------------- | --------- | ------------------------------- |
| Mario de Armas  | 50m pistool (m)         | 16e       | 526 punten: (90-86-93-85-90-82) |
| Mario de Armas  | 25m snelvuurpistool (m) | 12e       | 568 punten: (280-288)           |
| Ernesto Herrero | 25m snelvuurpistool (m) | 39e       | 540 punten: (267-273)           |

### Turnen
| Olympiër           | Discipline               | Resultaat | Prestatie    |
| ------------------ | ------------------------ | --------- | ------------ |
| Ãngel Aguiar       | meerkamp individueel (m) | 147e      | 92,65 punten |
| Francisco Cascante | meerkamp individueel (m) | 177e      | 78,55 punten |
| Rafael Lecuona     | meerkamp individueel (m) | 116e      | 99,10 punten |

### Zeilen
| Olympiër                                          | Discipline | Resultaat | Prestatie                           |
| ------------------------------------------------- | ---------- | --------- | ----------------------------------- |
| Jorge De Cárdenas Plá                             | finn       | 24e       | 1470 punten: (20-22-18-27-23-19-19) |
| Carlos de Cárdenas Culmell Carlos de Cárdenas Plá | star       | 4e        | 4535 punten: (5-12-4-4-6-37)        |

### Zwemmen
| Olympiër         | Discipline          | Resultaat | Prestatie                                           |
| ---------------- | ------------------- | --------- | --------------------------------------------------- |
| Nicasio Silverio | 100m vrije slag (m) | 20e       | serie 6: 3de in 1.00,0 halve finale 1: 8ste in 59,9 |
| Manuel Sanguily  | 200m schoolslag (m) | 20e       | serie 6: 5de in 2.44,5                              |

Argentinië · Australië · Bahama's · België · Bermuda · Birma · Brazilië · Brits-Guiana · Bulgarije · Canada · Ceylon · Chili · China · Cuba · Denemarken · Duitsland · Egypte · Filipijnen · Finland · Frankrijk · Goudkust · Griekenland · Groot-Brittannië · Guatemala · Hongarije · Hongkong · Ierland · IJsland · India · Indonesië · Iran · Israël · Italië · Jamaica · Japan · Joegoslavië · Libanon · Liechtenstein · Luxemburg · Mexico · Monaco · Nederland · Nederlandse Antillen · Nieuw-Zeeland · Nigeria · Noorwegen · Oostenrijk · Pakistan · Panama · Polen · Portugal · Puerto Rico · Roemenië · Saarland · Singapore ·  Sovjet-Unie · Spanje · Thailand · Trinidad en Tobago · Tsjecho-Slowakije · Turkije · Uruguay · Venezuela · Verenigde Staten · Vietnam · Zuid-Afrika · Zuid-Korea · Zweden · Zwitserland